# Adail
O adail (do árabe ad-dalil, condutor) era o capitão do campo nas guerras de África, que guiava a hoste ao combate. Ou Sentinela avançada, vedeta. Também foi usado como sinónimo de caudilho, Cabo de guerra.  Pl: adaís. Var: adalide..
O adail, nas praças portuguesas de Marrocos, era o oficial que tinha o primeiro lugar, depois do governador, no que dava respeito à guerra. Na Península Ibérica, existiu «desde que houve guerra com os mouros».
«A este corresponde, em particular, o governo do campo. Chamam-os em termos árabes, Almogaveres. Eles mesmos  (os governadores) os elegiam, erguendo-o logo sob um arco com cerimónia militar ; mas, tendo acabado esta forma, hoje os elegem os reis, que escolhem sempre as pessoas mais autorisadas e beneméritas»